# Форд, Ленин
Лени́н Форд (англ. Leneen Forde), полное имя Мэ́ри Ма́ргерит Лени́н Форд, урождённая Кавана (англ. Mary Marguerite Leneen Forde, née Kavanagh; род. 12 мая 1935, Оттава, Онтарио, Канада) — австралийский юрист и политик, 22-й губернатор Квинсленда (1992—1997).

## Биография
Мэри Маргерит Ленин Кавана родилась 12 мая 1935 года в Оттаве (Онтарио, Канада). В 1953 году она получила диплом по медицинской технологии в Городской больнице Оттавы. В 1954 году переехала в Австралию — в Брисбен, где начала работать гематологом в городской больнице. В 1955 году она вышла замуж за адвоката Джерри Форда, чей отец — Фрэнк Форд — был известным политиком, 15-м премьер-министром Австралии. В конце 1966 года Джерри Форд умер от рака.
Оставшись с пятью детьми без мужа, Ленин Форд решила получить образование в Квинслендском университете и окончила его в 1970 году, получив степень бакалавра права. В её выпуске, состоявшем из 170 человек, было только шесть женщин. После этого в течение 22 лет она работала солиситором в Квинсленде, входила в состав ряда судебных и общественных комитетов штата, а также других организаций. С 1971 года Форд была членом международной организации Zonta International, борющейся за права женщин. В 1990—1992 годах она была международным президентом этой организации — первой представительницей Австралии на этом посту.
В 1992 году Ленин Форд была назначена на должность губернатора Квинсленда. Вступив в должность 29 июля 1992 года, она стала первой женщиной — губернатором Квинсленда (и второй среди всех штатов Австралии, вслед за губернатором Южной Австралии Ромой Митчелл, которая стала губернатором в феврале 1991 года). Форд проработала губернатором Квинсленда ровно пять лет, до 29 июля 1997 года.
В течение 15 лет — с июня 2000 года по май 2015 года — Ленин Форд была канцлером Университета Гриффита. Она стала первой женщиной на этом посту.
В январе 1993 года Ленин Форд стала компаньоном ордена Австралии (A.C.). В 2001 году она была награждена медалью Столетия. Ей были присвоены степени почётного доктора Квинслендского университета (1996) и Университета Гриффита (2002).